# فيتالي بوليانسكي
فيتالي بوليانسكي (بالأوكرانية: Полянський Віталій Володимирович)‏ هو لاعب كرة قدم أوكراني في مركز الدفاع، ولد في 30 نوفمبر 1988 في دنبرو في أوكرانيا. لعب مع أولمبيك دونيتسك ونادي فولين لوتسك.

## وصلات خارجية
- فيتالي بوليانسكي على موقع اتحاد أوكرانيا (الإنجليزية)
- فيتالي بوليانسكي على موقع قاعدة بيانات كرة القدم.إي يو (الإنجليزية)
- فيتالي بوليانسكي على موقع Soccerway.com (الإنجليزية)
- فيتالي بوليانسكي على موقع عالم كرة القدم.نت (الإنجليزية)